# Machtiging (juridisch)
Een machtiging is de verklaring waarmee de bevoegdheid wordt verleend om in naam van de verlener van de machtiging een feitelijke handeling uit te voeren.
Anders dan de volmacht betreft de machtiging niet de bevoegdheid om een rechtshandeling te verrichten.
Voorbeelden zijn
- Machtiging voor automatische incasso
- Machtiging (verkiezingen)